# تيكوفو
تيكوفو (بالروسية: Тейково) هي إحدى مدن روسيا في الكيان الفدرالي الروسي إيفانوفو أوبلاست.